# Vivian Beaumont Theatre
Das Vivian Beaumont Theater ist ein Theater im Lincoln Center an der Upper West Side von Manhattan (150 West 65th Street). Es ist New York Citys einziges Theater, das als Broadway-Theater gilt (mit Produktionen, die für Tony Awards nominiert werden), das sich aber nicht im Theaterviertel in der Nähe des Times Square befindet.

## Geschichte
Das Theater wurde nach der Mäzenin Vivian Beaumont Allen (1885–1962) benannt, einer ehemaligen Schauspielerin und Erbin der Warenhauskette May. Sie hatte 1958 3.000.000 $ für den Bau eines Schauspielhauses mit festem Ensemble im Lincoln Center gespendet. Nach mehreren Verzögerungen und mit geschätzten Baukosten von 9.600.000 $ konnte das Vivian Beaumont Theater mit damals 1.143 Sitzplätzen am 21. Oktober 1965 eröffnet werden. Zur Eröffnung wurde Georg Büchners Dantons Tod in der Regie von Herbert Blau gegeben; die Hauptrollen spielten James Earl Jones und Stacy Keach.
1965–1966 wurde das Theater vom „Repertory Theater“ des Lincoln Center unter der Leitung von Jules Irving und Herbert Blau bespielt. Blau trat schon 1965 zurück, während Irving als alleiniger Geschäftsführer bis 1972 blieb. Von 1973 bis 1977 wurde das Theater vom New York Shakespeare Festival unter der Leitung von Joseph Papp verwaltet. Nach drei Jahren Leerstand wurde das Theater 1980 unter der Schirmherrschaft der Lincoln Center Theater Company, die von Richmond Crinkley geleitet wurde, wiedereröffnet. Er hatte die Unterstützung eines fünfköpfigen Direktoriums, bestehend aus Woody Allen, Sarah Caldwell, Liviu Ciulei, Robin Phillips und Ellis Rabb. Der Dramatiker Edward Albee wurde als Hausdichter verpflichtet. Von Ende 1981 bis 1983 war das Theater wegen Renovierung geschlossen.

## Heutige Nutzung
Seit 1985 wird das Vivian Beaumont Theatre vom Lincoln Center Theater (jetzt unter der Leitung von André Bischof und Bernard Gersten) betrieben. Zuweilen wird das Theater auch an kommerzielle Theaterbetreiber vermietet, so etwa an Alexander H. Cohen und Hildy Parks, die dort 1983 Peter Brooks Inszenierung La Tragédie de Carmen produzierten.
Im Keller des Theatergebäudes befindet sich das Mitzi E. Newhouse Theater (ursprünglich Forum, 1972 nach einer Mäzenin umbenannt), ein intimes Theater mit 299 Plätzen, in dem das Lincoln Center Theater kleiner besetzte Theaterstücke und -Musicals präsentiert, die zu den Off-Broadway-Produktionen gezählt werden.
2012 eröffnete das Lincoln Center Theater das Claire Tow Theater auf dem Dach des Beaumont Theatre. Diese neue Bühne bietet jungen Dramatikern, Regisseuren und Bühnenbildnern ein Forum. Mit einem jährlichen Budget von etwa 2 Millionen $ werden etwa drei bis vier Produktionen auf die Bühne gebracht. Das Theater ist nach Claire Tow benannt, deren Mann Leonard Tow 7,5 Millionen $ für das Theater spendete.
Das Gebäude ist außerdem Sitz der New York Public Library for the Performing Arts, die im dritten Stockwerk ansässig ist.

## Architektur
Das Vivian Beaumont Theatre wurde von dem finnischen Architekten Eero Saarinen in Zusammenarbeit mit dem amerikanischen Bühnenbildner Jo Mielziner im Stil der klassischen Moderne errichtet. Aus Kostengründen musste die New York Public Library for the Performing Arts integriert werden, die im von außen nur als überbreites Betondach über dem verglasten Theater wahrnehmbaren dritten Stockwerk ansässig ist. Die Innenarchitektur der Bibliothek stammt von Gordon Bunshaft. Das Theater unterschied sich von traditionellen Broadway-Theatern durch den steilen Zuschauerraum (mit so genanntem „stadium seating“) und seine nach drei Seiten offene, in den Zuschauerraum hineinreichende Bühne („thrust stage“). Im Zuge eines aufwändigen Umbaus von 1981 bis 1983 mit Kosten von 6.500.000 $ ergab sich ein Streit zwischen dem Architekten I. M. Pei und dem Akustiker Cyril M. Harris. Er führte zu Peis Rücktritt als verantwortlichem Architekt. Neben einer verbesserten Akustik und besseren Blickachsen erhielt das Theater damals ein neues Bühnenportal, weniger steile Gänge und etwas mehr Sitzplätze. Der hufeisenförmige Grundriss der Zuschauertribünen wurde zugunsten einer konventionelleren Form aufgegeben. Das Theater wurde im Laufe der Jahre noch mehrmals renoviert, um seine Akustik und die technischen Einrichtungen zu verbessern.
Das Claire Tow Theater auf dem bepflanzten Dach des Theaters wurde von Hugh Hardy entworfen, der schon beim ursprünglichen Bau als Assistent Mielziners mitgewirkt hatte. Der zweistöckige Glaskasten hat die gleiche Breite wie der verglaste Teil des ursprünglichen Theaters und beherbergt neben dem Theater mit 112 Plätzen auch Proberäume, Künstlergarderoben, Büros und eine Lobby mit Bar. Das Bauwerk ist an allen Seiten mit Aluminium-Jalousien versehen, die als Sonnenschutz dienen. Im Inneren verwendet Hardy einfache Materialien. Die Foyerböden sind aus gebeiztem Eichenholz, die schrägen Wände des Theaters aus Nussbaumholz gefertigt. In der Bar steht die Skulptur Overture von Kiki Smith aus dem Jahr 2012.

## Ausgewählte Produktionen
| - 1973: In the Boom Boom Room - 1974: Short Eyes - 1981: The Floating Light Bulb - 1986: John Guare: The House of Blue Leaves - 1987: Anything Goes (Musical) - 1990: Six Degrees of Separation - 1992: My Favorite Year (Musical) - 1994: Carousel (Musical) - 1995: Arcadia - 1998: Parade (Musical) - 1999: Marie Christine | - 2000: Contact (Musical) - 2004: The Frogs - 2005: The Light in the Piazza (Musical) - 2006: The Coast of Utopia - 2008: South Pacific (Musical) - 2010: A Free Man of Color - 2011: War Horse - 2013: Ann, Macbeth - 2014: Act One - 2015: The King and I - 2017: Oslo - 2024: McNeal |